# Tabanus auriventralis
Tabanus auriventralis är en tvåvingeart som beskrevs av Philip 1960. Tabanus auriventralis ingår i släktet Tabanus och familjen bromsar. Inga underarter finns listade i Catalogue of Life.